# Ametadoria unispinosa
Ametadoria unispinosa là một loài ruồi trong họ Tachinidae.